# 小灰山椒鸟
小灰山椒鸟（学名：Pericrocotus cantonensis）为山椒鸟科山椒鸟属的鸟类。該物種於1861年由羅伯特·斯文豪首次描述。
分布于中南半岛以及中国大陆的北起四川、陕西、河南、安徽、东至长江下游、浙江、南抵贵州、江西、湖南、广西、广东、海南、福建、云南等地。该物种的模式产地在广东广州。
它在中國繁殖，並在東南亞大陸越冬。其天然棲地包括溫帶森林、亞熱帶或熱帶潮濕低地森林及亞熱帶或熱帶潮濕的山地森林。

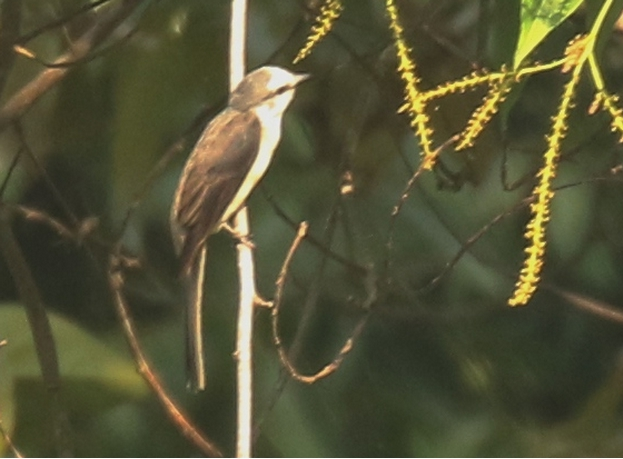
考艾國家公園 - 泰國